# Jaume Ferrer i Tramuja
Jaume Ferrer i Tramuja (- 1785) fou un tenor, contralt i violinista català.
Fou tenor i contralt de la capella de música de l'església parroquial de Sant Pere i Sant Pau de Canet de Mar entre els anys 1759 i 1785. El 1760 passà a ser violinista de la mateixa capella després de la inhabilitació que feu el consistori de Jaume Casalins, l'anterior violinista, a causa de les seves limitacions. Traspassat el 1785, a Ferrer i Tramuja el succeí en la plaça de tenor i violí Bernat Milans i Roig.